# NGC 2904
NGC 2904 este o galaxie lenticulară situată în constelația Mașina Pneumatică. A fost descoperită în 30 martie 1835 de către John Herschel. Se află la o distanță de 23,88 de megaparseci de Pământ.